# Patrick Bergin
Patrick Bergin est un acteur irlandais, né le 4 février 1951 à Dublin (Irlande).

## Biographie
Pour la télévision, depuis 1983, Patrick Bergin a joué dans dix-huit téléfilms et huit séries. Au cinéma, Patrick Bergin débute en 1988, est apparu dans une soixantaine de films et joue également au théâtre. Parmi ses rôles les plus connus, il est le mari violent de Julia Roberts dans Les Nuits avec mon ennemi de Joseph Ruben (1991), un terroriste irlandais confronté à Harrison Ford dans Jeux de guerre de Phillip Noyce (1992), ou encore le riche aveugle amoureux d'Ashley Judd dans Voyeur (1999) de Stephan Elliott. Il joue le rôle de Robin des Bois dans le téléfilm du même nom sorti en 1991 produit par John McTiernan ainsi que le Dr. Frankenstein dans Frankenstein (1992) et le Professeur Challenger dans Le Monde Perdu (1998).[réf. nécessaire]

## Filmographie partielle

### Au cinéma
- 1990 : Aux sources du Nil (Mountains of the Moon) de Bob Rafelson
- 1991 : Les Nuits avec mon ennemi (Sleeping with the Enemy) de Joseph Ruben
- 1991 : Robin des Bois (Robin Hood) de John Irvin
- 1992 : Bienvenue en enfer (Highway to Hell) d'Ate de Jong
- 1992 : Jeux de guerre (Patriot Games) de Phillip Noyce
- 1993 : Cœur de métisse (Map of the Human Heart) de Vincent Ward
- 1996 : Le Cobaye 2 (Lawnmower Man 2 : Beyond Cyberspace) de Farhad Mann
- 1997 : Suspicious Minds d'Alain Zaloum
- 1997 : L'Étoile de Robinson (The Island on Bird Street) de Søren Kragh-Jacobsen
- 1998 : Escape Velocity de Lloyd A. Simandl
- 1998 : Le Monde perdu (The Lost World)
- 1999 : Voyeur (Eye of the Beholder) de Stephan Elliott
- 1999 : L'Île au trésor (Treasure Island) de Peter Rowe
- 1999 : Taxman d'Alain Zaloum
- 1999 : One Man's Hero de Lance Hool
- 2000 : When the Sky Falls de John Mackenzie
- 2001 : Délivre-nous du mal (Devil's Prey) de Bradford May
- 2001 : Menace explosive (High Explosive) de Timothy Bond
- 2001 : Vérité apparente (The Invisible Circus) d'Adam Brooks
- 2003 : La Ballade de County Clare (The Boys from County Clare) de John Irvin
- 2004 : Ella au pays enchanté (Ella Enchanted) de Tommy O'Haver
- 2006 : Played de Sean Stanek : Riley
- 2011 : Back2Hell de Richard Driscoll
- 2012 : Eldorado (en) de Richard Driscoll
- 2012 : Shark Week de Christopher Ray
- 2016 : Free Fire de Ben Wheatley : Howie

### À la télévision

#### Séries
- 2003 : Smallville
  - Saison 3, épisode Paranoïa (Shattered)
- 2009 : Les Arnaqueurs VIP (Hustle)
  - Saison 5, épisode 4 Coup de collier (Diamond Seeker)

#### Téléfilms
- 1983 : Those Glory Glory Days de Philip Saville
- 1992 : Frankenstein de David Wickes
- 1993 : They de John Korty
- 1997 : Les Combattants de l'apocalypse (The Apocalypse Watch) de Kevin Connor
- 1997 : Stolen Women, Captured Hearts de Jerry London
- 2001 : King of Texas d'Uli Edel
- 2005 : Icône (Icon) de Charles Martin Smith
- 2011 : 2020 : Le Jour de glace (Ice) de Nick Copus

## Théâtre (sélection)
- 2005 : A Trinity of Two d'Ulick O'Connor, avec Adrian Dunbar (à Dublin)